# 몬차에브리안차도
몬차에브리안차도(이탈리아어: Provincia di Monza e della Brianza)은 이탈리아 북부 롬바르디아주의 도이다. 도청 소재지는 몬차다. 2004년 밀라노도에서 분할되면서 탄생했다. 코무네 55개가 있다.

## 코무네
- 아그라테브리안차(Agrate Brianza)
- 아이쿠르치오(Aicurzio)
- 알비아테(Albiate)
- 아르코레(Arcore)
- 바를라시나(Barlassina)
- 벨루스코(Bellusco)
- 베르나레조(Bernareggio)
- 베사나인브리안차(Besana in Brianza)
- 비아소노(Biassono)
- 보비시오마시아고(Bovisio-Masciago)
- 브리오스코(Briosco)
- 브루게리오(Brugherio)
- 부라고디몰고라(Burago di Molgora)
- 부스나고(Busnago)
- 캄파라다(Camparada)
- 카포나고(Caponago)
- 카라테브리안차(Carate Brianza)
- 카르나테(Carnate)
- 카베나고디브리안차(Cavenago di Brianza)
- 체리아노라게토(Ceriano Laghetto)
- 체사노마데르노(Cesano Maderno)
- 콜리아테(Cogliate)
- 콘코레초(Concorezzo)
- 코르나테다다(Cornate d'Adda)
- 코레차나(Correzzana)
- 데시오(Desio)
- 주사노(Giussano)
- 라차테(Lazzate)
- 렌타테술세베소(Lentate sul Seveso)
- 레스모(Lesmo)
- 림비아테(Limbiate)
- 리소네(Lissone)
- 마케리오(Macherio)
- 메다(Meda)
- 메차고(Mezzago)
- 미신토(Misinto)
- 몬차(Monza)
- 무조(Muggiò)
- 노바밀라네세(Nova Milanese)
- 오르나고(Ornago)
- 레나테(Renate)
- 론첼로(Roncello)
- 론코브리안티노(Ronco Briantino)
- 세레뇨(Seregno)
- 세베소(Seveso)
- 소비코(Sovico)
- 술비아테(Sulbiate)
- 트리우조(Triuggio)
- 우스마테벨라테(Usmate Velate)
- 바레도(Varedo)
- 베다노알람브로(Vedano al Lambro)
- 베두조콘콜차노(Veduggio con Colzano)
- 베라노브리안차(Verano Brianza)
- 빌라산타(Villasanta)
- 비메르카테(Vimercate)